# Hibbertia fumana
Hibbertia fumana är en tvåhjärtbladig växtart som beskrevs av Franz e Wilhelm Sieber och Toelken. Hibbertia fumana ingår i släktet Hibbertia och familjen Dilleniaceae. Inga underarter finns listade i Catalogue of Life.